# 平和への課題
『平和への課題』（Agenda for Peace）とは、1992年に当時の国連の事務総長だったガリによって、発表された報告書である。

## 概要
ガリは国連による国際平和を強化するための機能を高度化するために国連が実施すべき新しい政策を提言した。この構想は予防外交、平和創造、平和維持、平和建築そして平和強制の概念が導入されている。ガリ構想ではこれらの政策を駆使しながら紛争の各段階において適切に実施し、それぞれの実施段階において軍事的能力はどのように機能するかを構想したものである。
ガリは紛争発生する前から国連が予防外交として行う。ここでの予防外交とは当事者間の紛争の発生がエスカレートすることを防ぐだけでなく、その規模を限定するような外交である。そして予防外交は当事者間の信頼醸成措置や紛争原因の事実調査、早期警戒、国連職員の配置、非武装地帯の設置を実施するものと論じた。もし予防外交が失敗すれば紛争を平和的に解決するための平和創造を開始し、国連を介した交渉や国際司法裁判所への付託、紛争原因の援助を行うものと考えた。しかし平和創造も失敗すれば、強制力を伴った平和強制の段階へと移行する。平和強制とは国連憲章によって定められた侵略行為を停止させるための武力行使であり、加盟国の有志により兵力提供を受けた平和強制部隊によって実施すると計画された。そして既に当時行われていた平和維持活動に対してはその活動の範囲や規模が拡大しているために加盟国の協力を受ける必要があると指摘している。紛争が停止されても平和を定着させるためには平和建設の試みが不可欠である。平和建設では経済成長を伴う民主主義の国家を建設することで民主的平和を目指すものと構想されている。
このようなガリの構想は国連の役割を積極的に強化するものであったが、国連要員の派遣や平和強制部隊の創設、平和創造の実践に関しては議論があった。ソマリア内戦（UNOSOM II）やボスニア・ヘルツェゴビナ紛争（UNPROFOR）で国連による平和活動の限界が露呈すると、1995年にはガリは構想を修正して『平和への課題への追補』を発表している。